# Parábola de la levadura

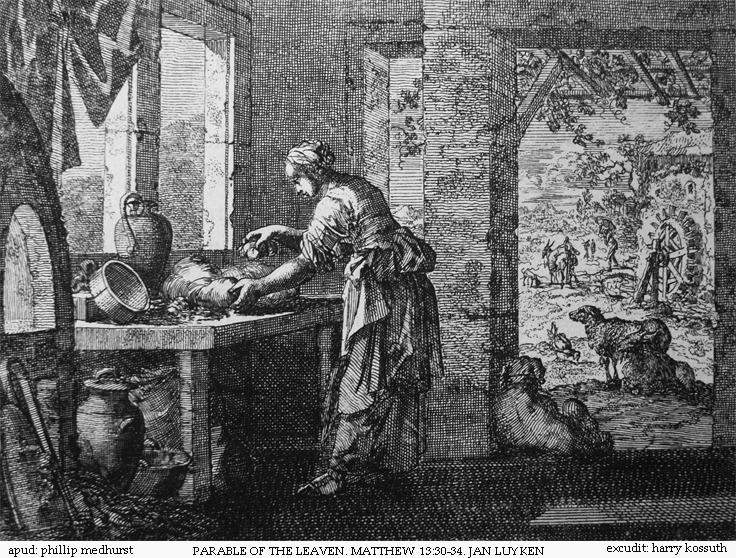
Aguafuerte de Jan Luyken ilustrando la parábola, de la Biblia Bowyer.

La Parábola de la levadura es una de las más breves parábolas de Jesús.  Aparece en el Evangelio de Mateo y en el de Lucas, así como en el no canónico Evangelio de Tomás (logion 96). En los evangelios canónicos sigue inmediatamente a la Parábola de  la semilla de mostaza, que comparte el tema de esta parábola del Reino de los cielos que crece a partir de pequeños comienzos, y en el Evangelio de Tomás inicia una serie de tres, precediendo a la Parábola de la jarra vacía y a la  Parábola del hombre fuerte.

## Narración
En el Evangelio de Lucas, la parábola es la siguiente:

 Y volvió a decir: "¿A qué compararé el reino de Dios? Es como la levadura que una mujer tomó y escondió en tres medidas de harina, hasta que todo quedó fermentado."

La  parábola describe lo que ocurre cuando una mujer añade  levadura que suele contener lactobacilos y levadura) a una gran cantidad de harina (unos 8 1⁄2 galones o 38 litros). Los organismos vivos de la levadura crecen durante la noche, de modo que por la mañana toda la cantidad de masa se ha visto afectada.
La gran cantidad de harina puede sugerir una ocasión festiva planeada, ya que el pan producido podría alimentar a cien personas. Tres medidas de harina fue la cantidad utilizada por Sara para hornear el pan cuando ella y Abraham fueron visitados por el Señor y los ángeles en el Génesis 18.  También es la cantidad utilizada en la cocción del pan de la proposición para el Templo del Señor en Israel. Ambos árboles, mostaza o no, y pan con levadura poseen una estructura fractal visible a simple vista.

## Interpretación
Esta parábola forma parte de un par de ellas, y comparte el significado de la Parábola de la semilla de mostaza anterior, a saber, el poderoso crecimiento del Reino de Dios a partir de pequeños comienzos. El resultado final es inevitable una vez que el proceso natural de crecimiento ha comenzado. Adolf Jülicher identifica tres partes en una parábola o similitud (símil extendido o metáfora): una parte de imagen (Bildhälfte), una parte de realidad (Sachhälfte), y un tertium comparationis. La parte de la imagen es una mujer haciendo pan con levadura, la parte de la realidad es el reino de Dios, y el punto de comparación es el poderoso crecimiento del reino a partir de pequeños comienzos.
Aunque la levadura simboliza las influencias malignas en otras partes del Nuevo Testamento, como en el Evangelio de Lucas , generalmente no se interpreta así en esta parábola. Sin embargo, algunos comentaristas ven la levadura como un reflejo de futuras influencias corruptoras en la Iglesia.
Al igual que la Parábola de la moneda perdida, esta parábola forma parte de un par, en el que la primera parábola describe el trabajo de Jesús en términos de actividades agrícolas de los hombres en comparación con la segunda parábola con un enfoque en las actividades domésticas de las mujeres. Joel B. Green escribe que Jesús "pide a las personas -hombres o mujeres, privilegiados o campesinos, no importa- que entren en el dominio de una mujer y cocinera doméstica del siglo I para obtener una perspectiva del dominio de Dios".